# Bükkfakéreg-törpemoly
A bükkfakéreg-törpemoly (Ectoedemia liebwerdella), a valódi lepkék (Glossata) alrendjébe tartozó   paránypillefélék (Nepticulidae) családjának egyik, hazánkban a bükkösökben előforduló faja.

## Elterjedése, élőhelye
Egész Európában megtalálható; hazánkban csak a bükkerdőkben fordul elő.

## Megjelenése
A lepke szárnyfesztávolsága mintegy 8 mm; az okkerbarna szárnyakat sűrű, ibolyásfekete pikkelyek tarkítják. A fiatal hernyó lábatlan, csökevényes lábai csak az utolsó vedléskor jelennek meg.

## Életmódja
Egy-egy nemzedéke két év alatt fejlődik ki – ez idő alatt a hernyó a bükkfa kérgében aknázva él. Ahol seregesen fordul elő, ott a fatörzset az aknák tömegétől sötétszürkére
színezheti. A kifejlett hernyó aknájában bábozódik be; a lepkék július–augusztusban rajzanak.